# Mount Washington Cog Railway
| Mount Washington Cog Railway |                    |                                       |                                |
| Streckenlänge: | 5,02 km            |                                       |                                |
| Spurweite: | 1422 mm            |                                       |                                |
| Maximale Neigung: | 374 ‰              |                                       |                                |
| Minimaler Radius: | 80 m, Weichen 70 m |                                       |                                |
| Zahnstangensystem: | Marsh              |                                       |                                |
| Streckengeschwindigkeit: | 7,5 km/h           |                                       |                                |
| |                    |                                       |                                |
| \| \| \| ehem. Strecke von Wing Road NH \| \| \| \| -0,47 \| Depot \| 782 m \| \| \| 0,00 \| Marshfield Base Station (Talstation) \| 823 m \| \| \| \| Ammonoosuc (32 m) \| \| \| \| 1,96 \| Waumbek Station (bis 2005 Siding) \| 1280 m \| \| \| \| Halfway House \| 1350 m \| \| \| \| (max. Neigung 374 ‰) \| \| \| \| \| Jacob’s Ladder (105 m) \| \| \| \| 3,23 \| Skyline Siding (bis 2005) \| 1696 m \| \| \| 4,55 \| Mount Washington Summit (Bergstation) \| 1912 m \| \| \| \| Mount Washington \| 1917 m \| |                    |                                       |                                |
| Strecke (außer Betrieb) |                    | ehem. Strecke von Wing Road NH        | ehem. Strecke von Wing Road NH |
| Strecke (außer Betrieb) · Betriebsstelle Streckenanfang | -0,47              | Depot                                 | 782 m                          |
| Kopfbahnhof Streckenende (Strecke außer Betrieb) · Bahnhof | 0,00               | Marshfield Base Station (Talstation)  | 823 m                          |
| Brücke über Wasserlauf |                    | Ammonoosuc (32 m)                     | Ammonoosuc (32 m)              |
| Dienststation / Betriebs- oder Güterbahnhof | 1,96               | Waumbek Station (bis 2005 Siding)     | 1280 m                         |
| Strecke |                    | Halfway House                         | 1350 m                         |
| Strecke |                    | (max. Neigung 374 ‰)                  | (max. Neigung 374 ‰)           |
| Brücke |                    | Jacob’s Ladder (105 m)                | Jacob’s Ladder (105 m)         |
| Blockstelle | 3,23               | Skyline Siding (bis 2005)             | 1696 m                         |
| Kopfbahnhof Streckenende | 4,55               | Mount Washington Summit (Bergstation) | 1912 m                         |
| |                    | Mount Washington                      | 1917 m                         |

Die Mount Washington Cog Railway, abgekürzt MWCR oder nur Cog, ist die weltweit erste Zahnradbahn, die – überwiegend aus touristischen Gründen – auf einen Berg geführt wurde. Sie wurde 1869 eröffnet und ist bis heute in Betrieb.
Sie ist neben der Manitou and Pike’s Peak Railway eine von zwei noch betriebenen Zahnradbahnen in den USA (Siehe auch: Liste von Zahnradbahnen#USA).

## Geografische Lage
Die Bahn führt auf den im US-Bundesstaat New Hampshire gelegenen Mount Washington. Der Talbahnhof, Marshfield Base Station, liegt 10 km östlich der Route 302 in der Nähe von Bretton Woods auf 823 m Höhe. Die Strecke verläuft an der Westflanke des höchsten Berges von Nordost-Amerika.

## Geschichte

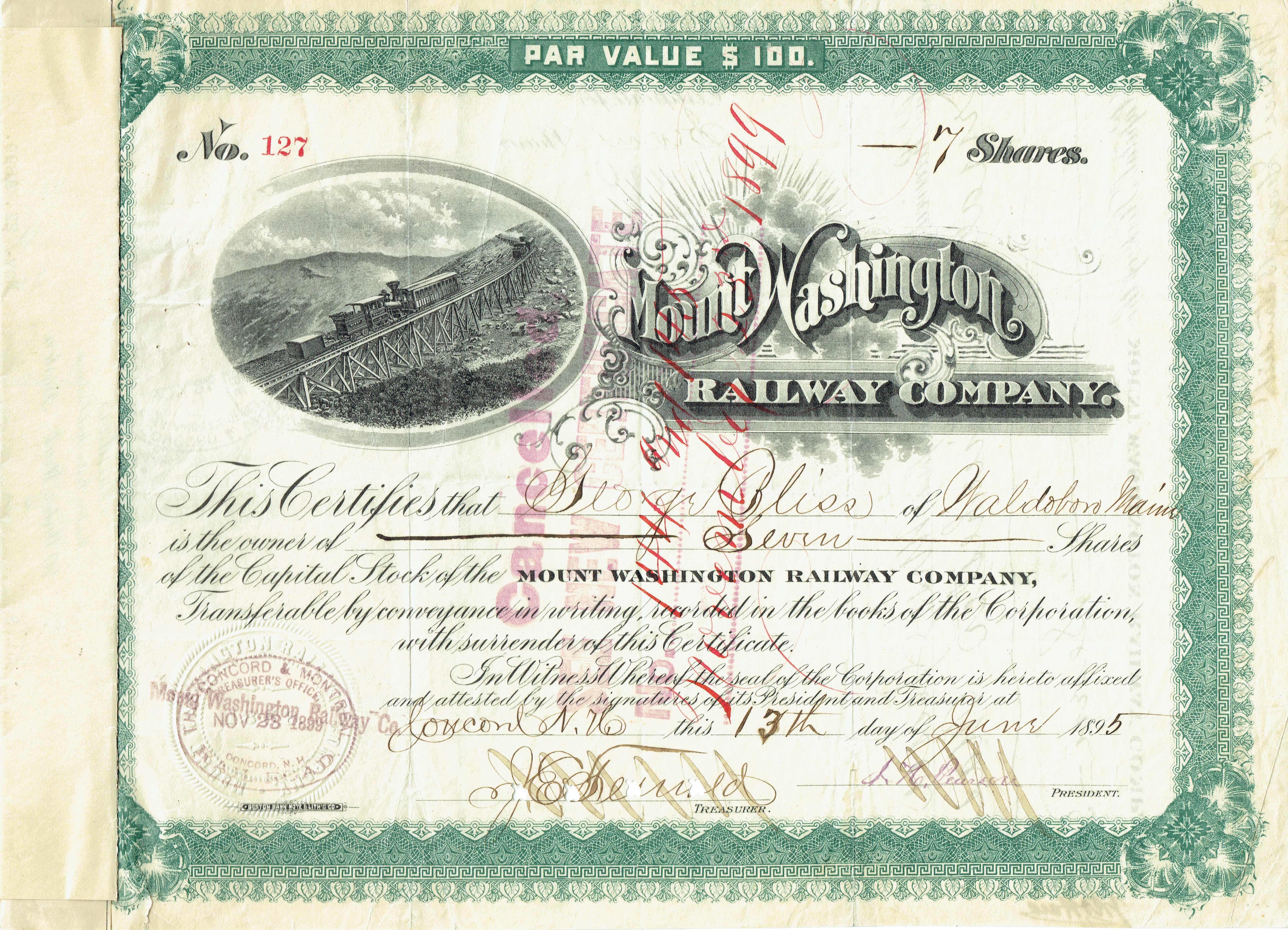
Aktie der Mount Washington Railway Company vom 13. Juni 1895

Die Bahn wurde ab 1866 nach Plänen von Sylvester Marsh gebaut. Dafür wurde 1858 die Mount Washington Railway Company gegründet und in New Hampshire eingetragen. Im Jahr zuvor war Marsh bei einer Ersteigung des Mount Washington in einen Sturm und dabei in Lebensgefahr geraten. Daraus entwickelte sich die Idee, nicht zuletzt für Touristen eine weniger beschwerliche und vor allem ungefährlichere Möglichkeit zu schaffen, um auf den Gipfel des höchsten Berges der USA östlich der Rocky Mountains zu gelangen. Um den Verkehrsanschluss seines Unternehmens zu sichern, setzte sich Marsh mit Vertretern der in New Hampshire tätigen Eisenbahngesellschaften in Verbindung, besonders mit John E. Lyon, dem Vorsitzenden der Boston, Concord & Montreal Railroad (BC&M). Nach einer erfolgreichen Demonstration seines Entwurfes auf einer auf eigene Rechnung gebauten, kurzen Teststrecke am Berg wurde aus der anfänglichen Ablehnung Zustimmung, und mit der gesicherten Finanzierung und Verbindung zum Verkehrsnetz der damaligen Zeit konnte der Bau beginnen.
Zuvor beantragte und erhielt Marsh noch eine Konzession für den Bau des Mount Washington Turnpikes, einer Mautstraße von der nächstgelegenen Straße, der heutigen NH-302, zur geplanten Talstation. Die BC&M übernahm nicht nur einen großen Teil der Finanzierung, sondern stellte auch den Bauleiter für Straße und Bahnstrecke, den Superintendenten und ehemaligen Brückenbauer John Jarvis Sanborn. 1863 wurde die Konzession für den Bau der Bahn verlängert. Als auch diese Frist auslief, wurde die Strecke am 14. August 1868 für fertiggestellt erklärt und der Ausflugsverkehr bis zum oberen Ende von „Jacob’s Ladder“ aufgenommen, dem Streckenstück mit der größten Steigung. Das restliche Stück bis zum Gipfel wurde im folgenden Frühjahr fertiggestellt und die Bahn am 3. Juli 1869 mit der ersten offiziellen Fahrt bis zur Gipfelstation eröffnet. Bereits im August 1869 fuhr der damalige US-Präsident Ulysses S. Grant mit der Bahn auf den Gipfel.
Zunächst erreichten die Passagiere die Talstation mit Kutschen vom White Mountain oder dem Crawford House, den zwei nächstgelegenen Grandhotels, in denen zu dieser beginnenden Blütezeit des Hoteltourismus in den White Mountains die meisten wohlhabenden Gäste abstiegen. Sowohl die An- und Abfahrt zur Station wie die Auf- und Abfahrt auf den Berg kosteten jeweils drei Dollar für beide Richtungen. Die Anreise wurde einfacher, nachdem die Eisenbahngesellschaft von ihrer Strecke zum Fabyan House eine Stichstrecke zur Talstation gebaut und am 4. Juli 1876 eröffnet hatte. Danach begann die Zahnradbahn Gewinn abzuwerfen, und die Gesellschafter bekamen 9 % Dividende im folgenden Jahr.
Sylvester Marsh wurde jedoch von Lyon aus dem Geschäft gedrängt und fungierte nur noch als Galionsfigur. Als er 1870 von Hitchcock und Huntington um die Erlaubnis gebeten wurde, die Einrichtungen der Bahn auf dem Gipfel zur ersten Überwinterung auf dem Berg benutzen zu dürfen, verwies er sie mit der Begründung, er habe nicht die Autorität, für die Gesellschaft zu sprechen, an Lyon. Dieser stimmte umgehend zu.
Als im späten 19. Jahrhundert das Eisenbahngeschäft konsolidierte und aus den vielen kleineren Gesellschaften nach und nach wenige große Unternehmen wurden, wechselte auch die Cog Railway wiederholt ihren Eigentümer. Nacheinander gehörte sie der Boston and Lowell Railroad, der Boston, Concord and Montreal Railroad, der Concord and Montreal Railroad und gelangte 1895 in den Besitz der Boston and Maine Railroad (B&M). Diese betrieb die Stichstrecke bis 1930 und war Eigentümer des Summit House, dem Hotel auf dem Gipfel des Mount Washington. Dessen Betreiber erbaute nahe der Talstation eine kleine Sommerhaussiedlung. Die B&M beendete 1931 die Geschäftsbeziehung und übergab das Management von Siedlung, Hotel und Bahn einem einzelnen Mann, dem Hotelier Henry N. Teague, der 1939 alle drei Einrichtungen übernahm.
Die B&M hatte die Bahn jahrzehntelang verwaltet, aber als sie die Kontrolle an Teague abgab, galt immer noch der inzwischen vollkommen inadäquate Fahrplan aus Postkutschenzeiten mit zwei Fahrten am Tag. Obwohl mitten in der Weltwirtschaftskrise, führte Teague zusätzliche Fahrten ein. Als er die Bahn als Eigentümer übernahm, wurden neun Fahrten pro Tag durchgeführt, die erste um sechs Uhr am Morgen. Für die Passagiere, die nicht mit dem eigenen Auto zur Bahn kamen, gab es Zubringerdienste.
Das Geschäft florierte, und es wurden Überlegungen angestellt, die Strecke zweigleisig auszubauen. Die Eröffnung der Cannon Mountain Aerial Tramway im Jahr 1937 beendete diese Überlegungen. Cannon Mountain lag weniger abgelegen und hatte besseres Wetter als der Mount Washington. Das Geschäft lief dennoch weiter, und es wurden Weichen entwickelt, um Ausweichstellen einrichten zu können. Diese wurden 1941 installiert. Bis dahin war jeder Streckenabschnitt von einem eigenen Zug befahren worden, und Passagiere, die mit der Bahn kamen, mussten auf dem Weg zum Gipfel dreimal umsteigen.
Nachdem Ableben Teagues im Jahr 1951 kam die Bahn testamentarisch an seine Alma Mater, das Dartmouth College, das ihm mit einem Darlehen den Kauf ermöglicht hatte. Das College behielt Teagues Manager, Arthur Teague (nicht verwandt), verkaufte einen Teil des Landes am Berg unter anderem an den Staat New Hampshire und 1961, mit Ausnahme des letzten Stückes, die Bahn an Teague. Von ihm erbte sie seine Witwe, die sie 1983 an eine Gruppe von Geschäftsleuten aus Littleton verkaufte.

## Technische Parameter

### Infrastruktur

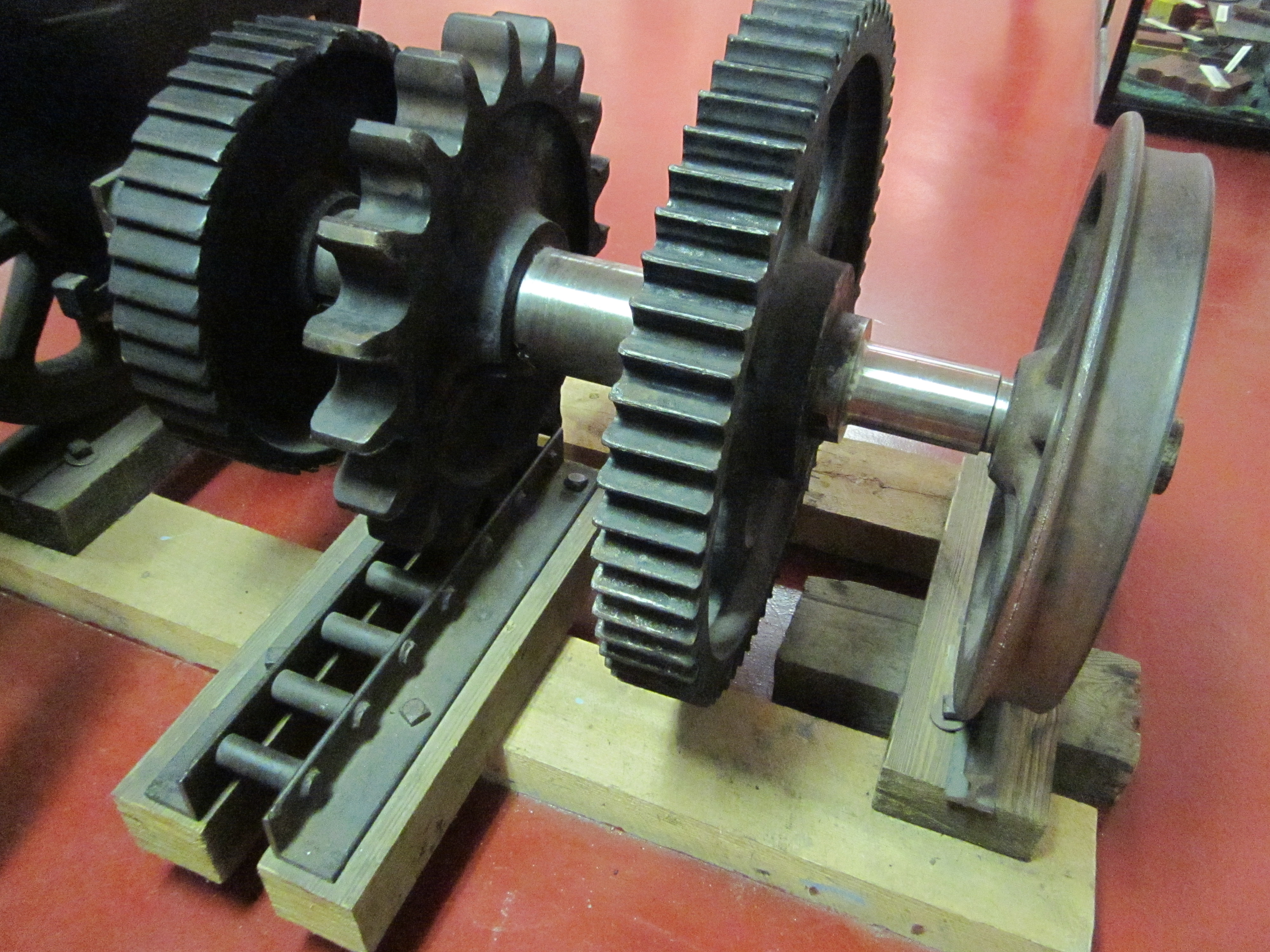
Zahnradmechanismus

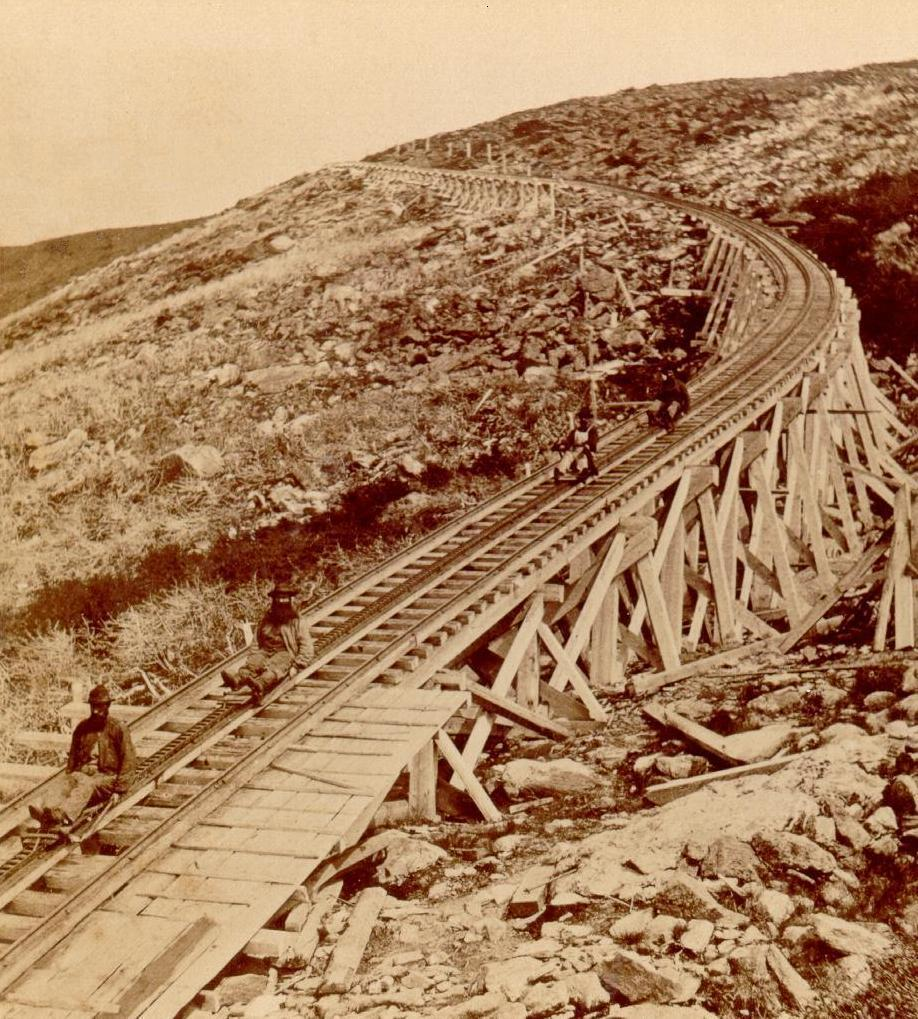
Hölzerner Oberbau

Die eingleisige Strecke ist 4,8 km lang und wurde in einer Spurweite von 4' 8'' (1422 mm) errichtet. Die Angaben zur Spurweite der Strecke widersprechen sich allerdings in den Primärquellen.
Das verwendete Zahnstangensystem Marsh ist dem 1863 von Niklaus Riggenbach patentierten und nach ihm benannten System sehr ähnlich.
Vom Talbahnhof überwindet die Strecke den knapp fünf Kilometer langen Aufstieg mit einem Höhenunterschied von ca. 1200 Metern mit einer mittleren Steigung von 250 ‰. Der Oberbau besteht aus einer aus Baumstämmen gezimmerten Fachwerkkonstruktion (Trestle).
Ursprünglich gab es keine Kreuzungsstellen auf der Strecke. Der bergauf fahrende Zug traf sich mit dem bergabfahrenden Zug etwa in Höhe der heutigen Ausweichstelle am Wasserturm. Die Fahrgäste stiegen in den jeweils anderen Zug um und setzen darin die Fahrt fort. Bis 2005 gab es dann zwei Kreuzungsstellen mit Stichgleisen. Ein talwärts fahrender Zug fuhr in das Stichgleis ein und hat den bergauf fahrenden Zug passieren lassen, bevor er dann seine Fahrt nach unten fortsetzte. Die dafür erforderlichen Weichen wurden erst 1941 eingebaut und mussten in einer aufwändigen Prozedur in neun Schritten von Hand umgestellt werden.
Die erste Ausweiche befindet sich auf 1280 m Höhe, die zweite befand sich in 1890 m Höhe. Dazwischen befindet sich die rund 100 Meter lange Jakobsleiter, die mit 374,1 ‰ Neigung weltweit steilste Zahnradbahn mit vertikalem Zahneingriff und Personenbeförderung. Sie wird nur noch von der Pilatusbahn in der Schweiz mit 480 ‰ Neigung aber horizontalem Zahneingriff übertroffen.
Die Handweichen wurden 2003 und 2005 durch automatische Hydraulikweichen auf einer Stahlträger-Plattform ersetzt und die beiden Stichgleise für Zugkreuzungen entfernt – heute befindet sich an der Station Waumbek ein Umfahrungsgleis in der die auf- und abwärts fahrenden Züge sich ohne aufwändige Rangiermanöver begegnen können.

### Fahrzeuge

#### Dampflokomotiven
Die erste Dampflok der Bahn, schon beim Streckenbau seit 1866 eingesetzt, hieß Hero („Held“), wurde aber allgemein als „Old Peppersass“ (Dialekt für „pepper sauce“) bekannt, da ihr Stehkessel an eine Flasche Tabascosauce erinnerte. 1878 wurde sie ausgemustert und nach mehreren Ausstellungen und mehrjähriger Abstellung restauriert. Bei einem Einsatz am 20. Juli 1929 brach bei der Talfahrt ein Zahn aus dem Antriebsrad, die Maschine geriet außer Kontrolle und bewegte sich ungebremst talwärts. Bis auf einen mitreisenden Fotografen konnten alle Passagiere abspringen und so ihr Leben retten. Die herumliegenden Trümmerteile wurden später zusammengesucht und nahe der Base Station wieder zusammengesetzt, wo „Old Peppersass“ noch heute als technisches Denkmal erhalten ist.

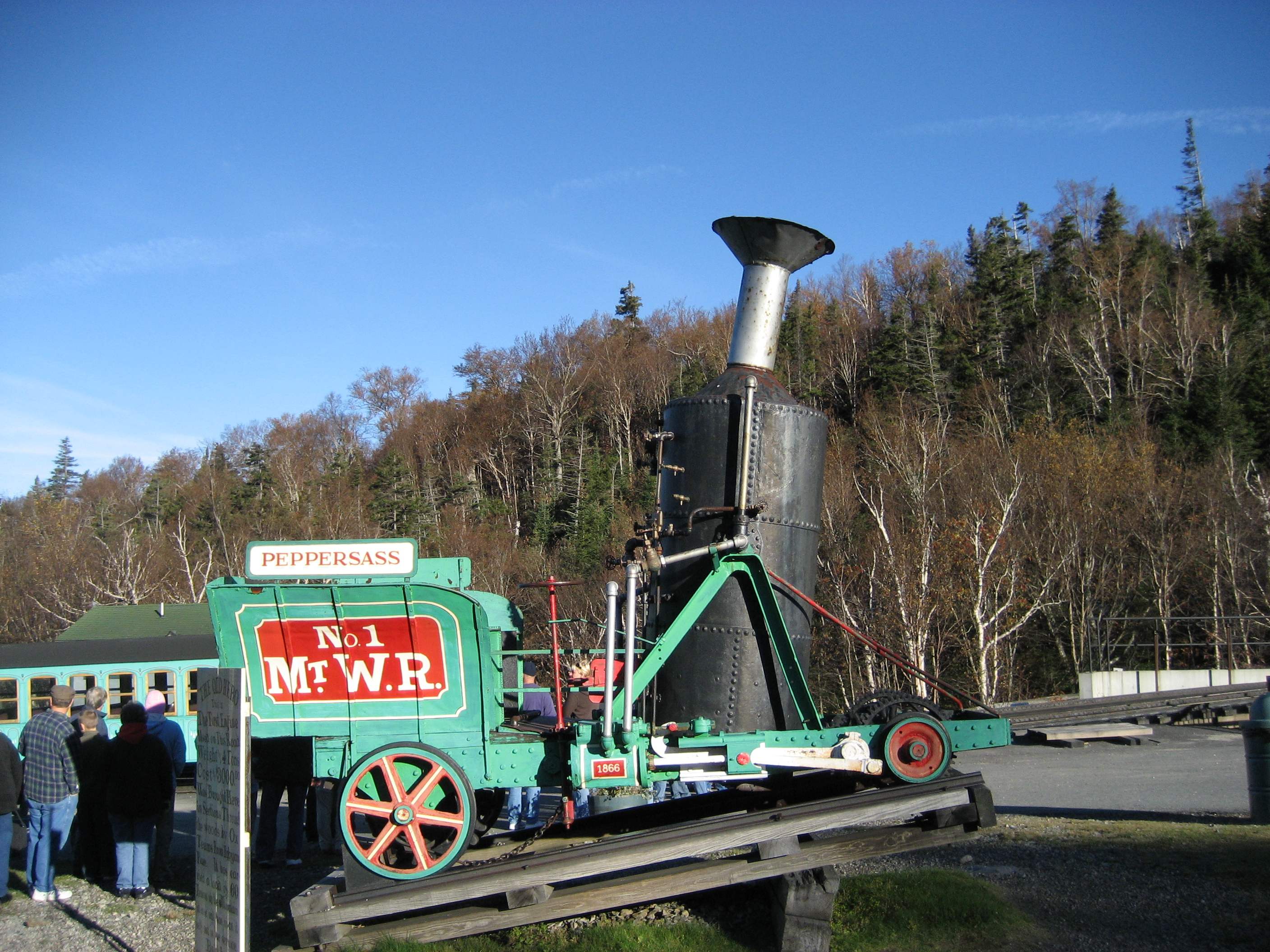
„Old Peppersass“

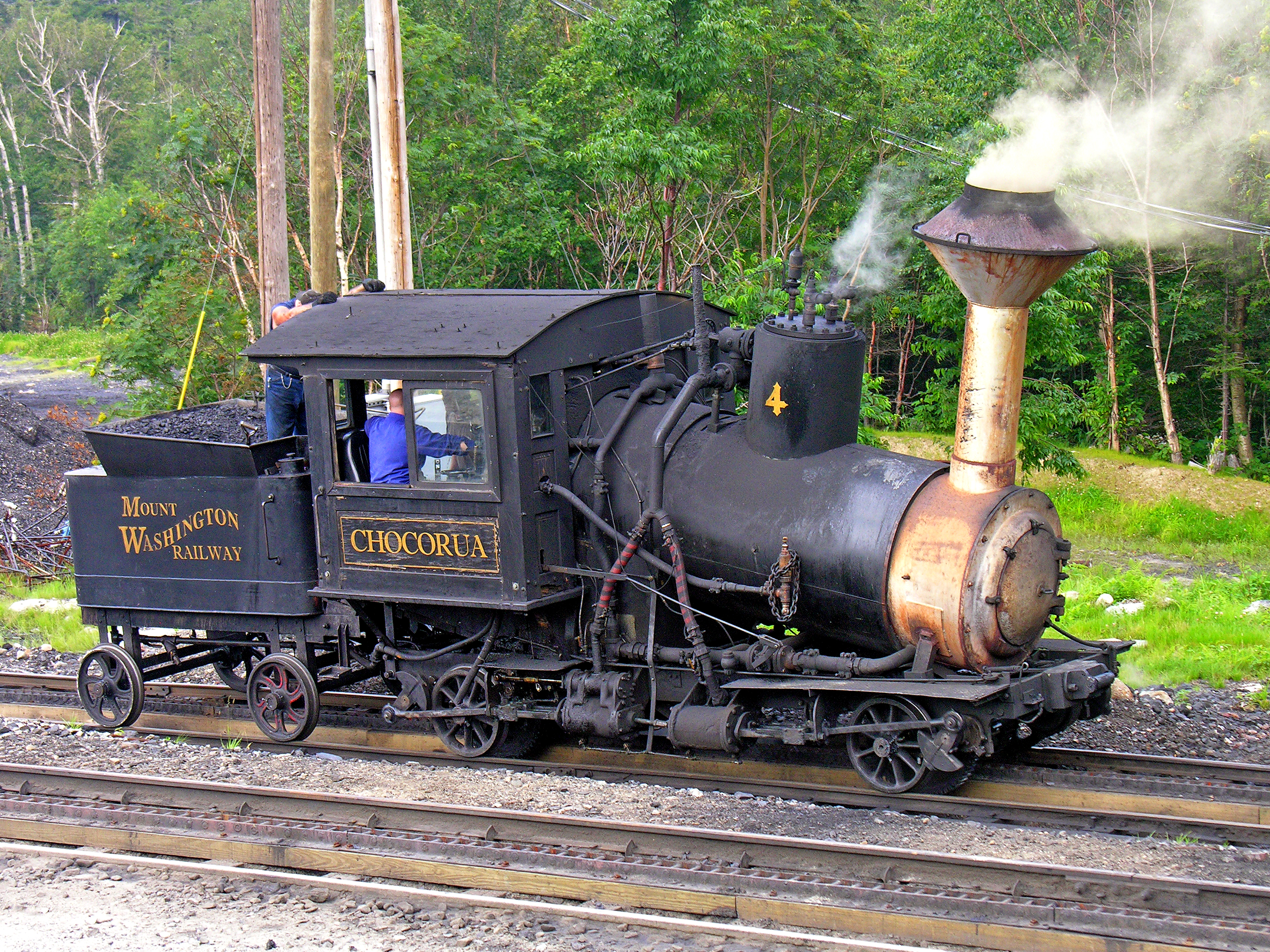
Lok Nr. 4 Chocorua (Baujahr 1883)

Zwischenzeitlich gab es insgesamt sieben Dampflokomotiven mit geneigt montiertem Kessel von den Manchester Locomotive Works und aus der eigenen Werkstätte. Diese benötigen pro Fahrt etwa eine Tonne Kohle und 3800 Liter Wasser. Einige Maschinen waren zeitweise mit Ölfeuerung bzw. Biodiesel-Feuerung ausgerüstet, sind aber zwischenzeitlich alle wieder auf Kohlenfeuerung rückgebaut worden. Allen Maschinen ist der reine Zahnradantrieb über die Zahnradachsen gemein, diese sind durch einen Sperrhebel gegen Zurückdrehen gesichert. Die übrigen Räder sind nicht angetrieben. Die heute eingesetzten Maschinen besitzen alle vier Zylinder, welche paarweise vis-a-vis angeordnet sind und je eine Zahnradachse antreiben. Bei manchen Maschinen sind die beiden Zylinder einer Seite durch die Kolbenstange miteinander verbunden. Bei der Talfahrt bremst sich die Lokomotive alleine, hauptsächlich über die Gegendruckbremse.
Wie bei Zahnradbahnen üblich ist die Lokomotive immer talseitig eingestellt, Wagen und Lok sind aber im Gegensatz zu anderen Bahnen nicht miteinander gekuppelt.
Heute sind noch zwei Dampflokomotiven regelmäßig im Einsatz: Nr. 2 Ammonoosuc (Baujahr 1875), und Nr. 9 Waumbek (Baujahr 1908).

#### Diesellokomotiven

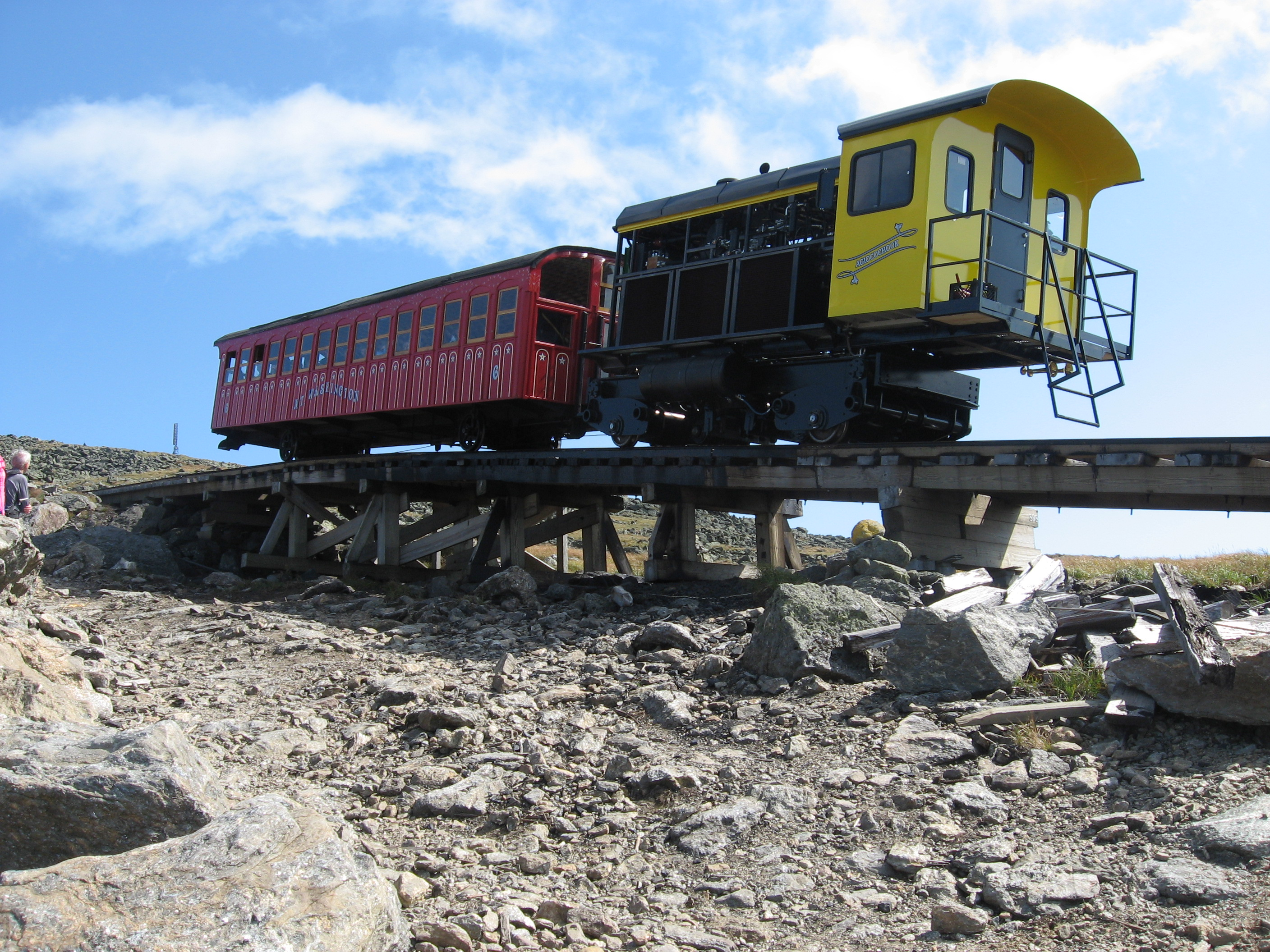
Zug mit Diesellokomotive

Ein neuer Manager führte ab 1973 zunächst die „speeder“ ein, die dem unabhängigen Mannschafts- und Materialtransport dienten, und entwickelte und baute dann auf eigene Kosten eine „Spirit of '76“ genannte erste Diesellok, die nur für betriebliche Zwecke gedacht war. Ehe das Konzept seine Kinderkrankheiten überwunden hatte, wurde der Manager aus diesem Grund 1976 entlassen und die Lokomotive verschrottet. Am 31. Mai 2008 nahm die Bahngesellschaft eine erste Diesellokomotive in Betrieb, die in der eigenen Werkstatt gebaut worden war. Geplant wurden insgesamt acht Lokomotiven mit Inbetriebnahmen in den folgenden Jahren. Als Antrieb wurde ein John-Deere-Dieselmotor mit 600 PS eingesetzt, die Kraftübertragung erfolgt hydraulisch. Als Treibstoff dient mit B-20-Biodiesel, der Verbrauch beträgt etwa 68 Liter pro Rundfahrt. Die Betriebskosten liegen dabei deutlich niedriger als beim Betrieb einer Dampflok.

#### Wagen
Die Personenwagen fassen 56 bis 70 Passagiere. Bei der Talfahrt wird der Wagen von einem mitfahrenden Bremser händisch gebremst – unabhängig von der voranfahrenden Lokomotive. Der Bremser beobachtet bei der Bergfahrt auch die Strecke, da die Sicht des Lokführers dann eingeschränkt ist.

### Betrieb
Die Bahn fährt zwischen Mai und Anfang Oktober auf den Gipfel. Wenn das Wetter es zulässt, wird bis Ende Oktober oder im Frühling noch bis zur Skyline gefahren. Der Bahnhof Waumbek wird ganzjährig betrieben. Eine Lokomotive verkehrt immer zusammen mit einem Wagen. Die Fahrzeit beträgt rund 60 Minuten. In der Ausweiche auf 1200 m Höhe wird bei Dampfbetrieb nochmals Wasser genommen.
Die meisten Züge werden inzwischen mit Diesellokomotiven betrieben, die Dampflokomotiven dienen als Reserve. Nur der erste Zug des Tages um 9:00 Uhr wird planmäßig mit Dampfloks gefahren. Ab 2019 sollen planmäßig täglich zwei Dampfzüge verkehren.